# 오란씨
오란씨는 동아오츠카에서 생산·판매하고 있는 과일향 청량음료이다. 1971년 출시했으며, 과즙을 1% 함유하고 있다. 1977년에 작곡가 윤형주가 제작한 광고 CM송과 광고 모델인 '오란씨 걸'로도 잘 알려져 있다.

## 맛
- 파인애플 맛
- 오렌지 맛
- 깔라만시 맛

## 용기
- 190ML 캔(파인애플 맛, 오렌지 맛)
- 250ML 캔(파인애플 맛, 오렌지 맛, 레몬 맛, 그레이프 맛)
- 350ML 캔(파인애플 맛, 오렌지 맛, 레몬 맛, 그레이프 맛)
- 500ML 페트(파인애플 맛, 오렌지 맛, 레몬 맛, 그레이프 맛)
- 1.5L 페트(파인애플 맛, 오렌지 맛, 레몬 맛, 그레이프 맛)

## 같이 보기
- 동아오츠카
- 데미소다
- 환타
- 밀키스
- 세븐업